# Jane Thorne

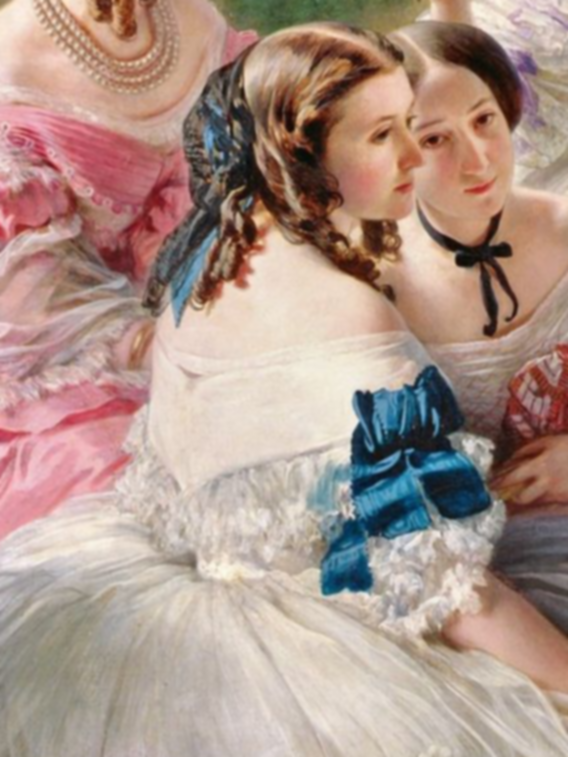
Jane Thorne

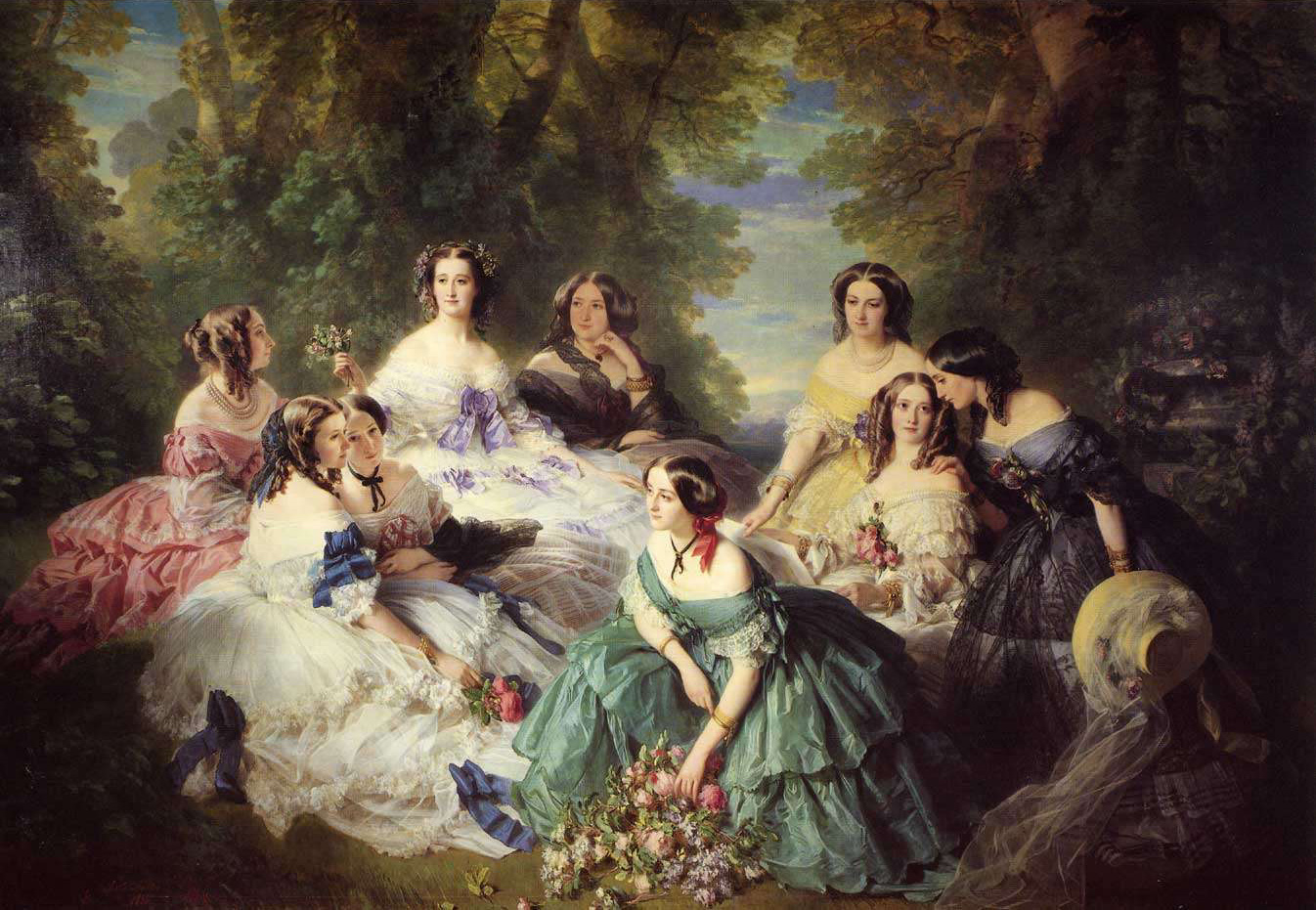
Kejsarinnan Eugénie omgiven av sina hovdamer, målning av Franz Xaver Winterhalter (1855).

Jane Thorne, baronessan de Pierres, född 1821, död 1873, var en fransk hovfunktionär. Hon var hovdam (dame du palais) hos kejsarinnan Eugenie av Frankrike.  
Jane Thorne kom från New York. Hon var dotter till den amerikanska miljonären Herman Thorne och Jane Mary Jauncey och gifte sig 1842 med den franske baronen 
Eugène Stéphane de Pierres, som även han tjänstgjorde hos kejsarinnan. 
Hennes bakgrund som amerikan var ovanlig för hennes ställning, och hon var kanske den första amerikanska medborgare som blivit hovdam i Europa. 
När Eugenies hov skapades efter hennes giftermål 1853 bestod dess hovdamer av en grande-maîtresse eller överhovmästarinna (Anne d'Essling), en dame d'honneur (Pauline de Bassano) och därutöver sex dames de palais, som turades om att tjänstgöra en vecka i taget förutom vid särskilda tillfällen; antalet dames du palais utökades senare till tolv. De första hovdamerna valdes ut från Eugenies egen umgängeskrets i societeten från tiden före giftermålet.
Hon beskrivs av samtida som en blyg, tystlåten och neurotisk skönhet. Hon blev samtidigt uppmärksammad som en skicklig ryttare, som ofta utgjorde kejsarinnans sällskap vid jaktpartier och under ridning. Eugenie ska ha varit charmerad av hennes amerikanska dialekt och ofta ha talat engelska med henne för att hålla sina språkkunskaper levande. Det uppmärksammades dock också hur hon plågade kejsarinnan genom att röka cigarr, då hon hade för vana att blåsa piprök i hennes ansikte. En samtida bedömde att Jane Thorne bidrog till att kejsarinnan alltid gärna välkomnade amerikaner vid hovet.
Hon tillhör de hovdamer som porträtterats tillsammans med Eugenie i den berömda tavlan av Franz Xaver Winterhalter, Eugénie av Frankrike med sina hovdamer, från 1855.